# اندیس شمال غرب طالبی
شمال غرب طالبی یک اندیس فلزی است که در حوالی شهر مشکان استان خراسان قرار دارد و مادهٔ معدنی موجود در آن، مس است.سنگ میزبان این اندیس تراکی آندزیت است و دیرینگی آن به دوران ائوسن می‌رسد. در این اندیس، پاراژنز‌های سیلیکات مس ، کوارتز یافت می‌شوند.